# Oikopleura gorskyi
Oikopleura gorskyi är en ryggsträngsdjursart som beskrevs av Flood 2000. Oikopleura gorskyi ingår i släktet Oikopleura och familjen lysgroddar. Inga underarter finns listade i Catalogue of Life.